# Педроган-Гранди
Педро́ган-Гра́нди (порт. Pedrógão Grande; [pɨ'dɾɔgɐ̃ũ 'gɾɐ̃d(ɨ)]) — посёлок городского типа в Португалии, центр одноимённого муниципалитета в составе округа Лейрия. Численность населения — 2,8 тыс. жителей (посёлок), 4,4 тыс. жителей (муниципалитет). Посёлок и муниципалитет входят в экономико-статистический регион Центр и субрегион Пиньял-Интериор-Норте. По старому административному делению входил в провинцию Эштремадура.
Праздник посёлка — 24 июля.
Педроган-Гранде оказался на лентах мировых информационных агентств 17 июня 2017 года, когда здесь возник крупнейший за новейшую историю Португалии лесной пожар.

## Расположение
Посёлок расположен в 59 км на северо-восток от адм. центра округа города Лейрия.
Муниципалитет граничит:
- на северо-востоке — муниципалитет Каштаньейра-де-Пера
- на востоке — муниципалитеты Гойш, Пампильоза-да-Серра
- на юго-востоке — муниципалитет Сертан
- на западе — муниципалитет Фигейро-душ-Виньюш

## Население
| Население муниципалитета Педроган-Гранде (1801—2004) | Население муниципалитета Педроган-Гранде (1801—2004) | Население муниципалитета Педроган-Гранде (1801—2004) | Население муниципалитета Педроган-Гранде (1801—2004) | Население муниципалитета Педроган-Гранде (1801—2004) | Население муниципалитета Педроган-Гранде (1801—2004) | Население муниципалитета Педроган-Гранде (1801—2004) | Население муниципалитета Педроган-Гранде (1801—2004) | Население муниципалитета Педроган-Гранде (1801—2004) |
| ---------------------------------------------------- | ---------------------------------------------------- | ---------------------------------------------------- | ---------------------------------------------------- | ---------------------------------------------------- | ---------------------------------------------------- | ---------------------------------------------------- | ---------------------------------------------------- | ---------------------------------------------------- |
| 1801                                                 | 1849                                                 | 1900                                                 | 1930                                                 | 1960                                                 | 1981                                                 | 1991                                                 | 2001                                                 | 2004                                                 |
| 6691                                                 | 9132                                                 | 14 157                                               | 8877                                                 | 8239                                                 | 5842                                                 | 4643                                                 | 4398                                                 | 4262                                                 |

## История
Поселок основан в 1206 году.

## Районы
В муниципалитет входят следующие районы:
1. Граса
2. Педроган-Гранде
3. Вила-Факайа